# Mount Majerus
Mount Majerus är ett berg i Antarktis. Det ligger i Östantarktis. Nya Zeeland gör anspråk på området. Toppen på Mount Majerus är 1 635 meter över havet.
Terrängen runt Mount Majerus är kuperad åt nordost, men åt sydväst är den bergig. Trakten är obefolkad. Det finns inga samhällen i närheten.